# Aure (Na Uy)
Aure là một đô thị (municipality) của hạt Møre og Romsdal, Na Uy. Aure đã được thành lập ngày 1 tháng 8 năm 1883 (xem formannskapsdistrikt). Hai đô thị khác sau này được tách khỏi nó là Valsøyfjord (1894) và Stemshaug (1914). (Nhưng Stemshaug lại được nhập vào với Aure ngày 1 tháng 1 năm 1965). Đô thị Tustna đã được nhập vào Aure ngày 1 tháng 1 năm 2006. Aure có một trong những giáo đường bằng gỗ lớn nhất ở Na Uy. Nhà điêu khắc Kristofer Leirdal xuất thân từ Aure.
Đô thị này có một nhà máy lọc dầu và một nhà máy methanol, một đường ống LPG từ ngoài khơi đưa khí vào đây.